# Keizō Imai
Keizō Imai (今井 敬三?, Imai Keizō; Prefettura di Kyoto, 19 novembre 1950) è un ex calciatore giapponese, di ruolo difensore.

## Statistiche

### Presenze e reti nei club
| Stagione | Squadra          | Campionato | Campionato | Campionato |
| Stagione | Squadra          | Comp       | Pres       | Reti       |
| -------- | ---------------- | ---------- | ---------- | ---------- |
| 1973     | Towa Real Estate | JSL        | ?          | ?          |
| 1974     | Towa Real Estate | JSL1       | ?          | ?          |
| 1975     | Towa Real Estate | JSL1       | ?          | ?          |
| 1976     | Fujita Kogyo     | JSL1       | ?          | ?          |
| 1977     | Fujita Kogyo     | JSL1       | 18         | ?          |
| 1978     | Fujita Kogyo     | JSL1       | ?          | ?          |
| 1979     | Fujita Kogyo     | JSL1       | 18         | ?          |
| 1980     | Fujita Kogyo     | JSL1       | ?          | ?          |
|          | Totale           |            | 139        | 3          |